# Лядинки (Гдовский район)
Лядинки — деревня в Гдовском районе Псковской области России. Входит в состав Добручинской волости Гдовского района.

## География
Расположена у границы с Ленинградской областью, на берегу реки Вейнка (притока Плюссы), в 32 км к северу от Гдова, в 15 км к северо-востоку от волостного центра, деревни Добручи и в 3 км к северу от деревни Вейно.

## Население
Численность населения деревни на 2000 год составляла 0 человек, по переписи 2002 года — 12 человек.

## История
До 1 января 2006 года деревня входила в состав ныне упразднённой Вейнской волости.